# SN 1997dg
SN 1997dg – supernowa typu Ia odkryta 1 października 1997 roku w galaktyce A234014+2612. Jej maksymalna jasność wynosiła 17,20m.